# 德温新村
德温新村，是斯洛伐克首都布拉提斯拉瓦管轄的一個市區，西側和奧地利接壤。德温新村擁有斯洛伐克最大規模的克羅埃西亞人社區。